# Bugac
Bugac je velká obec v Maďarsku v župě Bács-Kiskun, spadající pod okres Kiskunfélegyháza. Nachází se asi 12 km západně od Kiskunfélegyházy a asi 26 km jihozápadně od Kecskemétu. V roce 2015 zde trvale žilo 2 579 obyvatel. Dle údajů z roku 2011 tvoří 94,8 % obyvatelstva Maďaři, 0,9 % Němci a po 0,2 % Romové a Rumuni, přičemž 4,9 % obyvatel se ke své národnosti nevyjádřilo.

## Sousední obce
| Růžice kompasu | Bugacpusztaháza | Jakabszállás | Fülöpjakab       | Růžice kompasu |
| Růžice kompasu | Bócsa           | Sever        | Kiskunfélegyháza | Růžice kompasu |
| Růžice kompasu | Bócsa           | Bugac        | Kiskunfélegyháza | Růžice kompasu |
| Růžice kompasu | Bócsa           | Jih          | Kiskunfélegyháza | Růžice kompasu |
| Růžice kompasu | Szank           | Móricgát     | Jászszentlászló  | Růžice kompasu |